# Молода Ліга справедливості
«Молода Ліга справедливості» (англ. Young Justice) — американський анімаційний серіал, створений Грегом Вайсманом та Брендоном Вієтті для «Cartoon Network». Розповідає про пригоди молодих супергероїв (дітей та підлітків) зі всесвіту DC.
Існує також однойменна серія коміксів, щоправда вона майже не має нічого спільного із серіалом.

## Сюжет
Основний сюжет розповідає про супергероїв підлітків, які прагнуть довести всім, що вони вже багато на що здатні. З них формують так звану «Команду», яка є аналогом Ліги Справедливості для молоді. У той самий час вони зіштовхуються зі звичайними підлітковими проблемами в особистому житті.
Все розпочинається, коли супергерої Бетмен, Аквамен, Зелена Стріла і Флеш приймають до Ліги Справедливості своїх помічників і протеже: Робіна, Акваледа, Спіді й Кіда-Флеша. Але підлітки швидко розуміють, що не є повноцінними членами Ліги, подія скоріше визнання їх як чудових помічників. Це призводить до того, що Спіді (згодом взяв ім'я Червона Стріла) покидає Зелену Стрілу й іде. А решта, випадково почувши про лабораторію Кадмус, вирішує провести розвідку, оскільки нею цікавилась Ліга. Там трійця зустріне геноморфів та Супербоя, клона Супермена, який спочатку їх атакує, а пізніше допомагає втекти. Ці четверо стають основою «Команди», згодом до них доєднуються Меган, Артеміда й Затанна Затара.

## Персонажі
Всі персонажі засновані на образах коміксів DC. Перші шість головних персонажів були вибрані творцями серіалу із списку понад 50 потенційних кандидатів у підлітки-супергерої. Критерії складалися з віку, сили, особистості, культурного значення для всесвіту і динаміки. Додатковим регулярним героєм була Затанна, вона введена на півдорозі першого сезону.

### Команда
- Робін (англ. Robin) — справжнє ім'я Дік Ґрейсон.
- Аквалед (англ. Aqualad) — справжнє ім'я Калдур'ахм.
- Артеміда (англ. Artemis) — справжнє ім'я Артеміда Крок.
- Затанна Затара (англ. Zatanna Zatara)
- Кід-Флеш (англ. Kid Flash) — справжнє ім'я Воллі Вест.
- Меган Марс (англ. Megan Morse) або Місс Марсіанка (Miss Martian) — справжнє ім'я М'Ґанн М'Орззе.
- Супербой / Коннор Кент (англ. Superboy / Conner Kent)
- Спіді / Червона Стріла (англ. Speedy / Red Arrow)

## Список сезонів
| Сезон | Епізоди | Епізоди | Оригінальний показ | Оригінальний показ | Оригінальний показ |
| Сезон | Епізоди | Епізоди | Перший показ       | Останній показ     | Мережа             |
| ----- | ------- | ------- | ------------------ | ------------------ | ------------------ |
| 1     | 26      | 26      | 26 листопада 2010  | 21 квітня 2012     | Cartoon Network    |
| 2     | 20      | 20      | 28 квітня 2012     | 16 березня 2013    | Cartoon Network    |
| 3     | 26      | 26      | 28 грудня 2018     | 2019               | DC Universe        |